# 清野栄一
清野 栄一（せいの えいいち、1966年 - ）は、日本の小説家、DJ、ミュージシャン、写真家。

## 略歴
- 18歳まで福島県伊達郡で育つ（後に福島市に実家が移転）
- 保原中学校卒業
- 福島県立福島高等学校卒業
- 慶應義塾大学経済学部卒業
- ソルボンヌ大学フランス語講座/フランス文化研究学科在学
- 新潮社勤務
- 20代前半から世界各地を旅し、写真家を経て文筆業へ。小説、旅行記、ルポルタージュなどを執筆。現在は小説家として精力的に執筆活動を行っている。
- DJとしては“balearic sunrise-free style free party”などオーガナイズする他、DJ SEINOやSEI-NO-IZEなどの名義を用い、国内外のクラブや野外パーティーなどでライブ活動を行っている。

富士ロックフェスティバルでは、10年以上にわたり、DAY DREAMINGサイトを企画、運営。
- 80年代後半からUNIVERSEなどのバンドで活躍。インダストリアル・ダブ・アート・ユニット「ElektroScilloBleeper」ではギターとエフェクターを担当。魂開放系バンドguusunでギターとボーカルを担当。
- love & fighting records主宰
- 1995年、「デッドエンド・スカイ」で第81回文學界新人賞受賞。

## 作品リスト

### 書籍
- INTERVIEW　IN NATURAL（1996年10月、ネオファクトリー）
- RAVE TRAVELLER　踊る旅人（1997年8月、太田出版）
  - 写真家ジェフリー・ジョンソンとのコラボレーション。
- 地の果てのダンス（1999年9月、メディアワークス）
- デッドエンド・スカイ（2001年6月、河出書房新社）
  - 「デッドエンド・スカイ」（『文學界』1995年12月号）
  - 「140BPM」
  - 「パラダイス・ホテル」（『文學界』2000年4月号）
  - ほか小編二作を改稿した長篇小説
- テクノフォビア（2005年4月、扶桑社/『週刊SPA!』公式携帯サイト連載）
- オール・トゥモロウズ・パーティーズ（2005年4月、双葉社/『小説推理』2003年10月号 - 2004年9月号）
- ブラック・ダラー（2013年９月　双葉社）

### 共著
- 東京外国人（1998年9月、メディアワークス
  - ジェフリー・ジョンソン、金子清文、小林紀晴、川崎由香利との共著。
- レイヴ力　Rave of life（2000年7月、筑摩書房）
  - 鶴見済、木村重樹との共著。

### 翻訳
- ブラウン・バニー（2003年11月、河出書房新社）
  - ヴィンセント・ギャロの同名映画のノヴェライズ。
- 崩壊ホームレス ある崖っぷちの人生 アレクサンダー・マスターズ 河出書房新社 2008.2

### 書き下ろし
- チェルノブイリⅡ　「新潮」2014年9月号

### CD
- balearic sunrise disc vol.1（ロードランナー・ジャパン）
- ElektrOscilloBleeper tape1　Speedacidextacy（balesound.com)
- ElektrOscilloBleeper tape2　Speedacidextacy（balesound.com)
- GUUSUN　チェルノブイリ3 -E.P　（waon records 2012)
- GUUSUN　チェルノブイリ3 -E.P & REMIXES (Wonkavator 2013)